# Brown Eyed Girl
«Brown Eyed Girl» (рус. «Кареглазая девчонка») — песня североирландского певца и музыканта Вана Моррисона. Была издана отдельным синглом в середине июня 1967 года. Потом вошла в вышедший в сентябре того же года дебютный альбом Вана Моррисона Blowin’ Your Mind!.
Автор песни — сам Ван Моррисон.
Записана песня была во время двухдневной сессии звукозаписи для принадлежавшего Берту Бернсу лейбла Bang Records, с которым Моррисон тогда только что подписал контракт. Сессия прошла в конце марта 1967 года в студии A & R Studios в Нью-Йоркеж; во время неё Моррисон записал 8 песен, предназначенных для выпуска на четырёх синглах. Песня «Brown Eyed Girl» была записана в первый день с 22 дубля.

## Премии и признание
В 2004 году журнал Rolling Stone поместил песню «Brown Eyed Girl» в оригинальном исполнении Вана Моррисона на 109 место своего списка «500 величайших песен всех времён». В списке 2011 года песня также находится на 110 месте.
Также «Proud Mary» вместе с ещё двумя песнями в исполнении Вана Моррисона — «Madame George» и «Moondance» — входит в составленный Залом славы рок-н-ролла список 500 Songs That Shaped Rock and Roll.
В 2007 году оригинальный сингл «Proud Mary» Вана Моррисона (вышедший в 1967 году на лейбле Bang Records) был принят в Зал славы премии «Грэмми».